# Erzstift

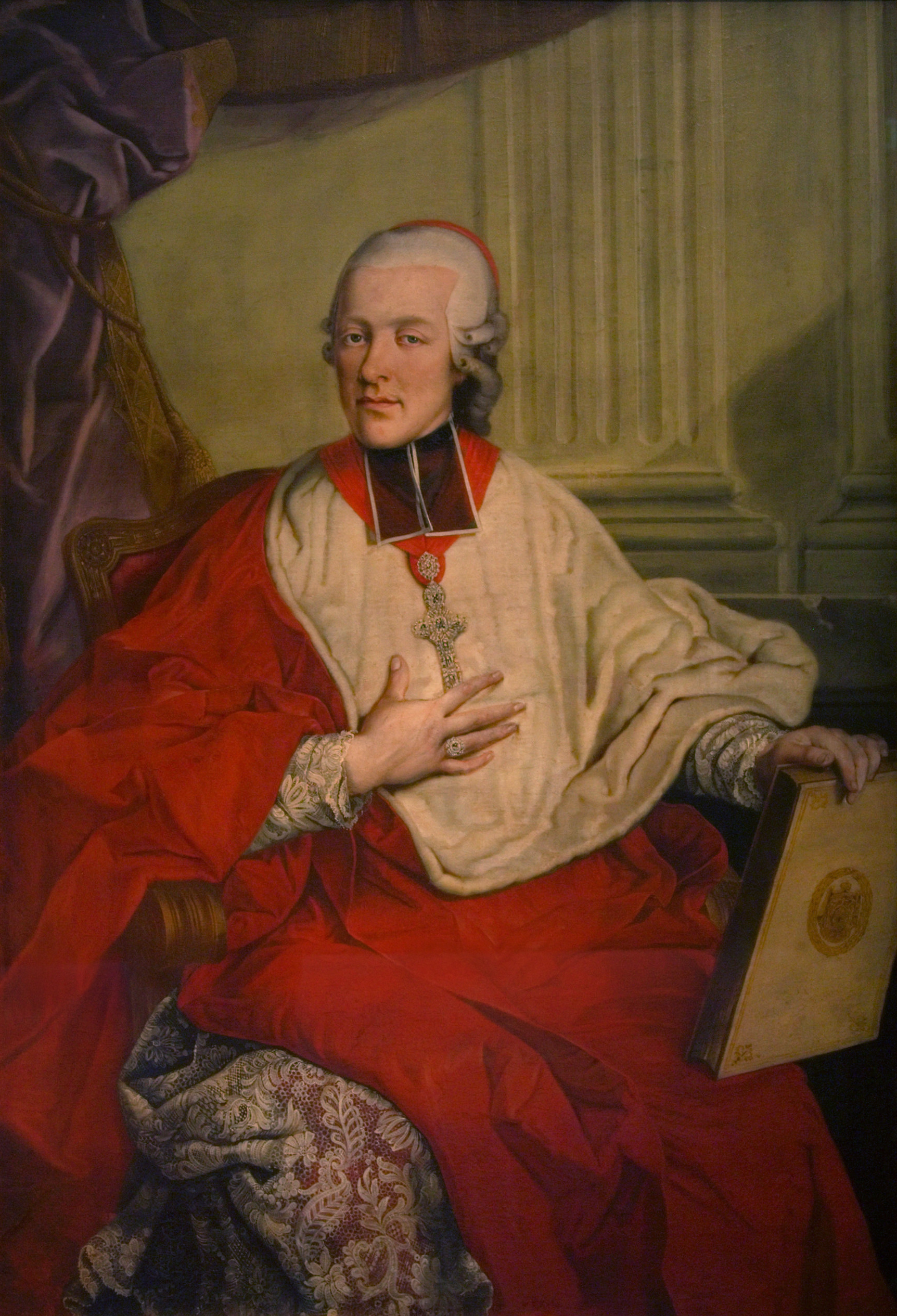
Hieronymus von Colloredo-Mannsfeld (1732-1812), le dernier seigneur temporel de l'archevêché de Salzbourg.

Le terme Erzstift désigne, dans le périmètre de juridiction du Saint-Empire romain germanique, la propriété sous la juridiction temporelle d'un archevêque. Ces archevêques étaient, jusqu'à la fin du Saint-Empire, en plus de leur charge pastorale, des seigneurs temporels dirigeant leur territoire en statut de l'immédiateté impériale (Reichsstift). 
On faisait la distinction entre le territoire séculaire, la principauté, qui comprenait les donations en terrain, et de la région de juridiction épiscopale spirituelle, le « Erzistum », c'est-à-dire le archidiocèse. Les périmètres des deux entités ne coïncidaient d'ailleurs pas toujours, la partie séculaire étant souvent bien plus petite que le domaine de responsabilité spirituelle qui pouvait comprendre des territoires de princes séculiers ou des villes libre d'Empire. Les propriétés temporelles d'un simple évêque s'appelaient un Hochstift, là aussi à distinguer du diocèse.
Selon la matricule d'Empire, arrêtée à la diète de Worms en 1521, les états impériaux ont inclus
trois archevêques qui sont simultanément princes-electeurs : à Cologne, Mayence et Trèves. En ce cas, il convenait d'ajouter ce droit supplémentaire; le terme approprié est « Kurerzstift ». De plus, la matricule recense quatre états ecclésiastiques au rang de princes-archevêques : à Magdebourg, Salzbourg, Besançon (Bisantz) et Brême. 
Parmi les avoirs du Stift, on distinguait les « biens de table » (en allemand Tafelgut) qui servait à financer la maison de l’archévêque, et les « biens du chapitre » (Kapitelgut) dont le chapitre pouvait disposer à sa guise.

## Articles liés
- Prince-évêque
- Abbaye impériale
- Prince-prévôt